# متلازمة كبن-لوبينسكي
متلازمة كبن-لوبينسكي (بالإنجليزية: Keppen–Lubinsky syndrome)‏ هو عيب خلقي نادر جدا. الأعراض السريرية لمتلازمة كبن-لوبينسكي تبدأ بولادة طبيعية ونمو طبيعي ثم فشل نمو في فترة ما بعد الولادة، ثم يصبح مظهر الوجه غريبا، إذ يلتصق الجلد بعظام الوجه وحثل شحمي عام وتأخر في النمو.
أول حالة لمتلازمة كبن-لوبينسكي وصتفها لاورا ديفيس كبن وماركا كبنا عام 1994 لطفل ولد في ولاية أيوا في الولايات المتحدة. وفي عام 2003، شخص فريق جيانفرانكو سيباستيو في جامعة نابولي في إيطاليا حالة ثانية. وفي عام 2009، شخصت حالة أخرى في إسرائيل.

## روابط خارجية
- تشخيص طفل مصاب بمتلازمة كبن-لوبينسكي (باللغة الإنكليزية)